# Kovács Géza (szobrász)
Kovács Géza (Marosvásárhely, 1958. április 2. – Sepsiszentgyörgy, 2018. április 5.) erdélyi magyar szobrászművész.

## Élete
Egyetemi tanulmányait Kolozsváron végezte. Első önálló kiállítása 1988-ban nyílt meg Sepsiszentgyörgyön. Mostanáig 83 egyéni tárlaton mutatta be kisplasztikáit Ausztriában, Bulgáriában, Magyarországon, Romániában és Svájcban.
Kovács Géza több mint két évtizedes pályafutása során 17 országban 264 csoportos kiállításon vett részt, amelyből közel negyven nemzetközi tárlat.
Négy magyarországi ösztöndíjban és tizenöt képzőművészeti díjban részesítette alkotásait a szakmai zsűri Franciaországban, Görögországban, Magyarországon, Romániában és Spanyolországban. 2007. március 15-e tiszteletére a Magyar Oktatási és Kulturális Minisztériumtól állami kitüntetést – Pro Cultura Hungarica Emlékplakettet – vehetett át képzőművészeti tevékenységéért.
Tagja több művészeti szervezetnek Franciaországban, Magyarországon, Romániában és Svédországban.
Hat monumentális alkotást készített Magyarországon és Romániában. Tizenhét alkotótáborban dolgozott és több mint 79 műve megtalálható 63 közgyűjteményben Bulgáriában, Japánban, Kínában, Magyarországon, Moldva Köztársaságban, Olaszországban, Romániában, Svédországban, Spanyolországban és Szlovákiában.
2015. január 22-én a Magyar Kultúra Lovagja címmel tüntették ki.

## Egyéni kiállítások (83 egyéni tárlat)
2009
- Halas Galéria, Kiskunhalas
- Művészeti Múzeum, Szatmárnémeti
- Gaál Imre Galéria, Budapest
- Evangélikus Gyűjtemény, Bonyhád
- Bíborvég Általános Művelődési Központ, Decs

2008
- Művelődési Ház, Dombóvár
- Kastélymúzeum, Potzneusiedl, Ausztria
- Jüngling Zoltán Közösségi Ház, Balatongyörök
- Kultúrpalota Kiállítóterme, Marosvásárhely
- Helikon Kastélymúzeum, Keszthely
- Eötvös Károly Könyvtár Galériája, Veszprém
- Hevesi Sándor Színház Galériája, Zalaegerszeg
- Nagy László Városi Könyvtár és Szabadidő Központ, Ajka
- Városi Képtár, Kovászna

2007
- Alfa Galéria, Bákó, Románia
- Magyar Kulturális Intézet, Bukarest, Románia
- Time Galéria, Bécs, Ausztria (Verdianu Dumitruval)
- Barabás Miklós Galéria, Kolozsvár
- George Enescu Emlékház, Szinaja, Románia
- Bistro de l'Arte, Brassó
- Művészeti Múzeum, Brassó
- Séra-Kúria, Illyefalva
- Képtár, Plojest, Románia

2006
- Gyárfás Jenő Képtár, Sepsiszentgyörgy
- Szófiai Magyar Kulturális Intézet, Szófia, Bulgária
- Aquamarin Galéria, Hévíz, Magyarország
- Vizuális Művészeti Múzeum, Galac, Románia
- Kupola Galéria, Iasi (Jászvásár), Románia
- Kis-Küküllő Galéria, Dicsőszentmárton

2005
- Dr. Szász Pál Galéria, Nagyenyed
- Képtár, Buzău, Románia
- Művelődési Ház, Gyergyóalfalu
- Lázár-Kastély, Gyergyószárhegy
- Pro Art Galéria, Gyergyószentmiklós
- ARTIS Galéria, Bukarest, Románia

2004
- Haáz Rezső Múzeum Képtára, Székelyudvarhely
- Felház, Csernáton
- Vigadó Művelődési Ház, Kézdivásárhely
- Öregtorony-Zwinger, Kőszeg
- Teleki Magyar Ház, Nagybánya
- Tibor Ernő Galéria, Nagyvárad
- Reményik Sándor Szépművészeti Galéria, Kolozsvár
- Rajki István ÁMK, Rum
- Teleki Oktatási Központ, Szováta
- Bernády Ház, Marosvásárhely
- Művelődési Otthon, Nyárádszereda

2003
- Kriterion Ház, Csíkszereda
- Reménység Háza, Brassó
- Pannon Magyar Ház, Pécs
- Városi Művelődési Ház, Vasvár

2002
- Dráva Múzeum, Barcs
- Városi Kultúrház és Könyvtár, Szentlőrinc

2001
- Városi Múzeum, Csurgó
- Községi Könyvtár, Jászszentlászló

2000
- Villa Dutoit, Genf, Svájc
- Művelődési Ház, Miskolc
- Művelődési Ház, Nagyatád

1997
- Móra Ferenc Múzeum Képtára, Szeged
- Művelődési Ház, Zsámbék

1996
- Művelődési Ház, Medgyesegyháza
- Állami Művelődési Központ, Mezőhegyes
- Művelődési Ház, Mezőkovácsháza
- Művelődési Központ, Tótkomlós
- Táncsics Mihály Gimnázium, Orosháza
- Kriza János Emlékház, Nagyajta
- Kőrösi Ifiház, Békéscsaba
- Polgármesteri Hivatal, Nyáregyháza

1995
- Művelődési Központ, Mátészalka
- Helytörténeti Múzeum, Csenger
- Vay Ádám Múzeum, Vaja
- Regionális Központ, Baktalórántháza
- Alvégesi Művelődési Ház, Nyíregyháza
- Esze Tamás Művelődési Központ, Vásárosnamény

1994
- Hidegkúti Galéria, Budapest
- Ifjúsági Ház, Pécs

1993
- KIDA, Illyefalva
- Szentkereszthy Kastély, Árkos
- Gyárfás Jenő Emlékház, Sepsiszentgyörgy
- Haáz Rezső Múzeum Képtára, Székelyudvarhely
- Molnár István Múzeum, Székelykeresztúr
- Képtár, Kovászna

1988
- Művelődési Ház, Kézdivásárhely
- ISAMA Klub, Sepsiszentgyörgy

## Csoportos kiállítások (17 országban 264 csoportos tárlat)
Ajka, Arad, Apáca, Balatongyörök, Bákó (RO), Beszterce (RO), Bârlad (RO), Brassó, Brüsszel (B), Budapest, Bukarest (RO), Buzău (RO), Chisinău (MLD), Csernáton, Cserszegtomaj, Csíkszereda, Csurgó, Debrecen, Dunaszerdahely, Eskilstuna (S), Esztergom, Gabrovo (BG), Galac (RO), Granada (E), Gura Humorului (RO), Győrvár, Gyergyószárhegy, Hamilton (USA), Hatvan, Hernádkak, Hévíz, Hódmezővásárhely, Ikervár, Kaposvár, Karácsonkő, Kecskemét, Keszthely, Kézdivásárhely, Révkomárom, Kolozsvár, Kovászna, Lamia (GR), London (GB), Lund (S), Macerata (E), Mainz (D), Marosvásárhely, Miskolc, Nagyatád, Nagyenyed, Nyárádszentlászló, Nizza (F), Nyíregyháza, Orosháza, Oudenaarde (B), Őriszentpéter, Pápa, Peking (CHN), Pécs, Répcelak, Ravenna (I), Rum, Sepsiszentgyörgy, Salgótarján, Sharjah (EAE), Stockholm (S), Szentes, Százhalombatta, Szentendre, Szentgotthárd, Szolnok, Székelyudvarhely, Székesfehérvár, Szombathely, Tatabánya, Târgoviste (RO), Tokaj, Tokyo (J), Vasvár, Verőce, Veszprém, Vonyarcvashegy, Zalaegerszeg, Zsilvásárhely.

## Nemzetközi kiállítások
2009
Nemzetközi Szabad Művészet Alkotótábor Kiállítása, Móricz Galéria, Zalaegerszeg
2008
Constantin Brâncuşi Nemzetközi Kisplasztikai Szalon, Târgu Jiu, Románia
I. Balatongyöröki Nemzetközi Művésztelep Kiállítása, Balatongyörök
XVI. Nemzetközi Szabad Művészet Alkotótábor Kiállítása, Cserszegtomaj
I. Balaton Szalon Nemzetközi Képzőművészeti Biennálé, Vonyarcvashegy
2007
Fine Arts International Contest "Antonio Gualda – Composer ", Granada, Spanyolország
18-ik Nemzetközi Szatira és Humor Biennálé, Humor Háza, Gabrovo, Bulgária
Globalizálodunk, 17-ik Nemzetközi Humor Fesztivál, Gura Humorului, Románia
Belle Arte Lamia `07, Nemzetközi Képzőművészeti Kiállítás, Lamia, Görögország
Öt Kontinens Művészete, Nemzetközi Kiállítás, Macerata, Spanyolország
2006
Royal Society Of British Artists, MALL Galleries, London, Anglia
II. ARTICUM Nemzetközi Képzőművészeti Biennálé, Szolnok
II. Nemzetközi Karikatúra Kiállítás, Inter-Art Alapítvány, Nagyenyed
XV. Nemzetközi Szabad Művészet Alkotótábor Kiállítása, Cserszegtomaj
2005
BIRD 2005 International Art Award, Natural Culture Center, Peking, Kína
ARTCARD, Nemzetközi Képzőművészeti Kiállítás, Múzeum, Sharjah (EAE)
VI. Nemzetközi Képző- és Iparművészeti Kiállítás, Tokaj
MINI ART, International Association of Art, Brüsszel, Belgium
2004
XVI. L'Aigle De Nice International D'Arts Grand Prix, Nizza, Franciaország
Nemzetközi DESIGN FESTA Vol. 20, Tokyo, Japán
I. ARTICUM Nemzetközi Képzőművészeti Biennálé, Szolnok
V. Nemzetközi Képző- és Iparművészeti Kiállítás, Tokaj Nemzetközi Kisplasztikai Biennálé, Delta Galéria, Arad, Románia
2003
XIV. DANTE Nemzetközi Kisplasztikai Biennálé, Ravenna, Olaszország
VI. Nemzetközi Képzőművészeti Biennálé, Sharjah, Egyesült Arab Emirátus
STARTION, Nemzetközi Pályázati Kiállítás, Oudenaarde, Belgium
2002
Nemzetközi Kisplasztikai Biennálé, Delta Galéria, Arad, Románia
2001
Csurgói Nemzetközi Művésztelep Gyűjteménye, SMK Kaposvár
Csurgói Nemzetközi Művésztelep Kiállítása, Múzeum, Csurgó
2000
Nemzetközi Kortárs Képzőművészeti Kiállítás, Sharjah, Egyesült Arab Emirátus
Nemzetközi Szabadtéri Szobor Park, Nagyatád
1999
VII. Nemzetközi Szabad Művészet Alkotótábor kiállítása, Cserszegtomaj
1998
XIII. DANTE Nemzetközi Kisplasztikai Biennálé, Ravenna, Olaszország
Nemzetközi KOVÁCS Kiállítás, Szombathelyi Képtár és Csurgó-i Múzeum
1995
Nemzetközi Art Addition Miniature Art, Stockholm, Svédország
1994
Nemzetközi MEDIUM III Kiállítás, Képtár, Sepsiszentgyörgy, Románia
Nemzetközi Art Addition Miniature Art, Stockholm, Svédország

### Válogatás csoportos kiállításokból
2009
- Dedukció, I. Szobrász Biennálé, MűvészetMalom, Szentendre
- Befogadó Transsylvánia, Vármegye Galéria, Budapest
- Fények, Kőrösi Csoma Sándor Kiállítás, Képtár, Kovászna
- Szent-terek, Apáczai Galéria, EMME, Kolozsvár
- 40. Tavaszi Tárlat, Gaál Imre Galéria, Budapest

2008
- Sepsiszentgyörgyi Képzőművészek Kiállítása, Erdei Ferenc
- Kulturális és Konferencia Központ, Kecskemét
- In Memoriam Assisi Szent Ferenc, Keresztény Múzeum, Esztergom
- Forma-világ, Apáczai Galéria, EMME, Kolozsvár
- XX. Debreceni Országos Nyári Tárlat, Kölcsey Központ, Debrecen
- IV. Kortárs Keresztény Ikonográfiai Biennálé, Cifrapalota, Kecskemét
- Ajka Tárlat 2008, Nagy László Könyvtár és Szabadidő Központ, Ajka
- Ion Andreescu Biennálé, UAP Galéria, Buzău (RO)
- X. Kortárs Egyházművészeti Kiállítás, Moldvay Győző Galéria, Hatvan
- Biblia világa, Apáczai Galéria, EMME, Kolozsvár
- Nemzeti Kisplasztikai Szalon, Apollo Galéria, Bukarest (RO)

2007
- Kodály szellemében, Erdei Ferenc Művelődési Központ, Kecskemét
- C. Brâncuşi Nemzeti Kisplasztikai Szalon, Zsilvásárhely
- In Memoriam W. Shakespeare, Benta Art Galéria, Százhalombatta
- Művészet mint az élet, Vizuális Művészeti Múzeum, Galac (RO)
- 54. Őszi Tárlat, Tornyai János Múzeum, Hódmezővásárhely
- Moldvai Szalon, C. Brâncuşi Galéria, Chisinău (MLD)
- Ajka Tárlat 2007, Nagy László Könyvtár és Szabadidő Központ,
- In Memoriam Assisi Szent Ferenc, Kortárs Galéria, Tatabánya
- Nemzeti Kisplasztikai Szalon, Apollo Galéria, Bukarest (RO)
- Szárnyalás, Apáczai Galéria, Kolozsvár
- Nemzeti Kisplasztikai Szalon, Vizuális Művészeti Múzeum, Galac

2006
- Magyar Szobrász Társaság kiállítása, Pécsi Galéria, Pécs
- C. Brâncuşi Nemzeti Kisplasztikai Szalon, Zsilvásárhely
- EMKES kiállítása, Magyar Ház, Stockholm (S)
- Mátyás Napok, BMC kiállítása, Mátyás Ház, Kolozsvár
- Kortárs Magyar Galéria gyűjteménye, Dunaszerdahely
- Moldvai Szalon, C. Brâncuşi Galéria, Chisinău (MLD)
- Ion Andreescu Biennálé, UAP Galéria, Buzău (RO)
- George Apostu Szobrász Szalon, Apollo Galéria, Bukarest (RO)
- Ajka Tárlat 2006, Nagy László Szabadidő Központ, Ajka
- Nemzeti Művészeti Szalon 2006, Román Parlament, Bukarest (RO)
- In Memoriam W. Shakespeare, Kortárs Galéria, Tatabánya
- III. Kortárs Keresztény Ikonográfiai Biennálé, Cifrapalota, Kecskemét
- Téli Tárlat, Gyárfás Jenő Képtár, Sepsiszentgyörgy

2005
- Grounds For Sculpture, MSZT kiállítása, Hamilton (USA)
- Premier, MAOE kiállítása, Duna Galéria, Budapest
- C. Brâncuşi Nemzeti Kisplasztikai Szalon, Zsilvásárhely
- Tizedik, EMKES kiállítása, Senior Club, Stockholm (S)
- VI. Tonitza N. Képzőművészeti Kiállítás, Bârlad (RO)
- Csak Bronzból, MSZT kiállítása, Kispesti Vigadó Galéria, Budapest
- Kortárs Romániai Szobrász, Apollo Galéria, Bukarest (RO)
- TOTEM, UAP kiállítása, Kultúrpalota, Marosvásárhely
- Nemzeti Kisplasztikai Szalon, Apollo Galéria, Bukarest (RO)
- Lascăr Vorel Biennálé, Művészeti Múzeum, Karácsonkő

2004
- TŰZ Biennálé, UAP Kiállítása, Artis Galéria, Bukarest (RO)
- TIZEDIK, MSZT Jubileumi Kiállítása, Szombathelyi Képtár
- C. Brâncuşi Nemzeti Kisplasztikai Szalon, Zsilvásárhely
- MSZT Kiállítása, ART-MA Galéria, Dunaszerdahely
- Ion Andreescu Biennálé, UAP Galéria, Buzău (RO)
- Moldvai Szalon, C. Brâncuşi Galéria, Chisinău (MLD)

2003
- MSZT Kiállítása, Limes Galéria, Révkomárom
- MSZT Kiállítása, Mű-Terem Galéria, Debrecen
- Brâncuşiana Nemzeti Kisplasztikai Szalon, Zsilvásárhely
- Moldvai Szalon, C. Brâncuşi Galéria, Chisinău (MLD)

2002
- Toronymagasan, Víztorony, Kilátó Galéria, Budapest
- Moldvai Szalon, C. Brâncuşi Galéria, Chişinău (MLD)
- Ion Andreescu Biennálé, UAP Galéria, Buzău (RO)
- EMKES Kiállítása, Magyar Ház, Stockholm (S)
- Barabás Miklós Céh Kiállítása, UAP Galéria, Kolozsvár
- XXIV. Hegyháti Napok, Városi Művelődési Ház, Vasvár

2001
- Román Nemzeti Szalon, Romexpo, Bukarest (RO)
- Lascăr Vorel Biennálé, Művészeti Múzeum, Piatra Neamti (RO)
- ATOMkór, E-misszió Egyesület, Nyíregyháza
- IV. Tonitza N. Képzőművészeti Kiállítás, Bârlad (RO)

2000
- Országos Kisplasztikai Biennálé, Delta Galéria, Arad
- IV. Karikatúra Fesztivál, Magyar Kultúra Alapítvány, Budapest

1999
- DANTE Romániában, Centro Dantesco, Ravenna (I)
- Orosházi Műhely, Dunaferr Hotel, Orosháza

1998
- Országos Kisplasztikai Biennálé, Delta Galéria, Arad
- EMKES Kiállítása, Magyar Ház, Stockholm (S)

1997
- I. Karikatúra Fesztivál, Magyar Kultúra Alapítvány, Budapest
- EMKES Kiállítása, Művelődési Ház, Eskilstuna (S)
- EMKES Kiállítása, Magyar Ház, Stockholm (S)

1996
- Országos Kisplasztikai Biennálé, Delta Galéria, Arad
- EMKES Kiállítása, Magyar Ház, Stockholm (S)

1995
- Kortárs Magyar Képzőművészek Kiállítása, Kultúrpalota, Marosvásárhely
- Zene, Bartók Béla tiszteletére, Képtár, Sepsiszentgyörgy

1994
- Háromszéki Műhely, Vármegye Galéria, Budapest
- Székelyföldi Képzőművészek Tárlata, MMK, Székesfehérvár
- 100 x Szépművészet, Kultúrpalota, Marosvásárhely

1992
- Kőrösi Csoma Sándor Köztünk Él, Képtár, Kovászna

## Művészeti szervezetek tagja
- Magyar Képzőművészek és Iparművészek Szövetség (MKISZ), Budapest, 2008
- Vitrin Kortárs Képző- és Iparművészeti Egyesület, Zalaegerszeg, 2008
- VISaRTA, Bukarest, Románia, 2008
- Magyar Alkotóművészek Országos Egyesülete (MAOE), Budapest, 2004
- Barabás Miklós Céh (BMC), Kolozsvár, 2004
- Magyar Szobrász Társaság (MSZT), Budapest, 2002
- Nemzetközi Képzőművészeti Egyesület (AIAP), Párizs (F), 2002
- Romániai Képzőművészeti Szövetség (UAPR), Bukarest (RO), 2001
- EMKES, Stockholm, Svédország, 1996
- Vay Ádám Múzeum Baráti Köre, Vaja, 1995

## Díjak és ösztöndíjak
2015
- A Magyar Kultúra Lovagja elismerés

2007
- Alkotói díj, Ajka Tárlat, Nagy László Városi Könyvtár és Szabadidő Központ, Ajka
- Pro Cultura Hungarica Emlékplakett, Magyar Köztársaság Oktatási és Kulturális Minisztere, Budapest
- Oklevél, Belle Arte Lamia `07 Nemzetközi Képzőművészeti Kiállítás, Lamia, Görögország
- Alkotói Támogatás, Nemzeti Kulturális Alap, Budapest

2006
- Szobrászati II. díj, Fine Arts International Contest 2006 ’’ANTONIO GUALDA – Composer’’, Granada, Spanyolország
- Emléklap és plakett, Aquamarin Galéria, Hévíz Város Önkormányzata, Hévíz

2005
- Alkotói Támogatás, Nemzeti Kulturális Alap, Budapest

2004
- Tiszteletdíj, XVI. L'AIGLE DE NICE Nemzetközi Képzőművészeti Kiállítás, Nizza, Franciaország
- III. díj, C. Brâncuşi Nemzeti Kisplasztikai Szalon, Târgu Jiu, Románia
- Alkotói Támogatás, Nemzeti Kulturális Alap, Budapest
- Kóka Ferenc Művészeti Alapítvány részvételi díja, Budapest
- Oklevél, V. Nemzetközi Képző és Iparművészeti Kiállítás, Tokaj
- Magyar Szobrász Társaság ösztöndíja, Budapest

2003
- Alkotói Támogatás, Nemzeti Kulturális Alap, Budapest

2002
- A Legjobb Szobrász Díj, XXIV. Hegyháti Napok Kiállítás, Vasvár
- Szent Lukács Alapítvány érme és díja, Bârlad, Románia

2001
- ATOMkór díj, E-misszió Egyesület, Nyíregyháza
- Szent Lukács Alapítvány díja, Bârlad, Románia

1993
- Az Orbán Balázs pályázat részvételi díja, Polgármesteri Hivatal, Székelyudvarhely

1992
- Kőrösi Csoma Sándor III. díj, Körösi Csoma Sándor köztünk él pályázati kiállítás, Körösi Csoma Sándor Közművelődési Egyesület, Kovászna

## Monumentális alkotások
- Madár, bronz, 114 × 411 × 56 cm, 2006, Szászrégen, Románia
- Hatalmi erő, acél, 170 × 150 × 145 cm, 2006, Galac, Románia
- Évezredeken át, fa, 700 × 140 × 400 cm, 2000, Nagyatád
- Újratemetés, acél, 220 × 110 × 210 cm, 1999, Cserszegtomaj
- Szoknyás torzó, fa, 200 × 425 × 150 cm, 1996, Vigántpetend
- Szablya, fa, 33 × 320 × 8.5 cm, 1995, Vay Ádám Múzeum, Vaja

## Alkotótelepek és szimpóziumok
2008
- I. Balatongyöröki Nemzetközi Művésztelep, Balatongyörök
- XVI. Nemzetközi Szabad Művészet Alkotótábor, Cserszegtomaj

2006
- Művészet mint az élet, Vizuális Művészeti Múzeum, Galac, Románia
- XV. Nemzetközi Szabad Művészet Alkotótábor, Cserszegtomaj

2003
- Nemzetközi Papírművészeti Alkotótelep, Simonfa

2002
- Incitato Művésztelep, Kézdivásárhely

2001
- Nemzetközi Művésztelep, Csurgó
- Orosházi Műhely, Orosháza

2000
- Nemzetközi Szabadtéri Szobor Park, Nagyatád
- Orosházi Műhely, Orosháza

1999
- VIII. Nemzetközi Szabad Művészet Alkotótábor, Cserszegtomaj
- Orosházi Műhely, Orosháza

1998
- Orosházi Műhely, Orosháza

1996
- Művészetek Völgye, Vigántpetend

1995
- Vay Ádám Múzeum, Vaja

1994
- Szejke Vilmos Alapítvány, Kőszegremete, Románia

1990
- Takács-tanya Művésztelep, Mezőtúr

## Művek közgyűjteményekben: 79 alkotás 63 közgyűjteményben
- Apáca, Oktató Központ, Apáczai Csere János emlékszoba
- Balatongyörök, Község Önkormányzata
- Bákó (Románia), Iulian Antonescu Művészeti Múzeum
- Brassó, Művészeti Múzeum
- Brassó, Reménység Háza
- Bârlad (Románia), Szent Lukács Alapítvány
- Budapest, Magyar Nemzeti Galéria
- Budapest, Pesterzsébeti Múzeum
- Budapest, Domokos Alapítvány
- Bukarest (Románia), Romániai Képzőművészeti Szövetség
- Buzău (Románia), Romániai Képzőművészeti Szövetség
- Chisinău (Moldva Köztársaság), Nemzeti Művészeti Múzeum
- Csernáton, Haszmán Pál Múzeum
- Cserszegtomaj, Szabad Művészet Alkotótábor Alapítvány
- Csurgó, Csurgói Múzeum
- Dunaszerdahely (Szlovákia), Kortárs MagyarvGaléria
- Gabrovo (Bulgária), Szatira és Humor Háza
- Galac (Románia), Vizuális Művészeti Múzeum
- Granada (Spanyolország), Ruiz Aznar Kulturális Egyesület
- Gura Humorului (Románia), Bukovinai Hagyományok Múzeuma
- Gyergyóalfalu, Sövér Elek Alapítvány
- Gyergyószárhegy, Lázár-Kastély Hargita Megyei Alkotóközpont
- Gyergyószentmiklós, Pro Art Galéria
- Hernádkak, Marcelland Nemzetközi Művészeti Gyűjtemény
- Illyefalva, Keresztény Ifjúsági Alapítvány
- Illyefalva, Rustika Ház
- Jászvásár (Románia), Romániai Képzőművészeti Szövetség
- Kecskemét, Cifrapalota, Katona József Múzeum Képtár
- Keszthely, Helikon Kastélymúzeum
- Kézdivásárhely, Céhtörténeti Múzeum
- Kézdivásárhely, Incitato Képzőművészeti Alkotótábor
- Kolozsvár, Barabás Miklós Céh
- Kolozsvár, Apáczai Csere János Baráti Társaság
- Kolozsvár, Házsongárd Alapítvány
- Kolozsvár, Reményik Sándor Szépművészeti Galéria
- Kovászna, Kőrösi Csoma Sándor Közművelődési Egyesület
- Marosvásárhely, Dr. Bernády György Alapítvány
- Marosvásárhely, Művészeti Múzeum
- Mátészalka, Művelődési Ház
- Nagyatád, Nemzetközi Szabadtéri Szobor Park
- Nagyatád, Városi Múzeum
- Nagybánya, Misztótfalusi Kis Miklós Egyesület
- Nagyenyed, Inter-Art Kortárs Művészeti Múzeum
- Nagyenyed, Dr. Szász Pál Magyar Közösségi Ház
- Nyíregyháza, Alvégesi Művelődési Ház
- Nyíregyháza, E-misszió Egyesület
- Orosháza, Kulturális Kapcsolatok Egyesülete
- Peking (Kína), Natural Culture Center
- Ploiesti (Románia), Romániai Képzőművészeti Szövetség
- Ravenna (Olaszország), Centro Dantesco
- Sepsiszentgyörgy, Székely Nemzeti Múzeum Gyárfás Jenő Képtára
- Simonfa, Papír Szimpózium
- Stockholm (Svédország), EMKES
- Szatmárnémeti, Művészeti Múzeum
- Szatmárnémeti, Fiatalok a Demokráciáért Alapítvány
- Szászrégen, Radnótfája Református Egyházközség
- Székelykeresztúr, Molnár István Múzeum
- Székelyudvarhely, Haáz Rezső Múzeum Képtára
- Székelyvarság, Művelődési Ház
- Tokyo (Japán), Design Festa Gallery Vaja, Vay Ádám Múzeum
- Vigántpetend, Művészetek Völgye
- Zalaegerszeg, Göcseji Múzeum

## Filmek
2009
- Szűcs Károly: Kovács Géza a Halas Galériában, www.halas.hu, YouToube.com, 2009. június 12.
- Vili Antal, Szóri Attila: Rendhagyó szobrok a Végh Kúriában, Halas Televízió, Kultúrkép, 2009. június 25., Kiskunhalas
- Kirsch Norbert, Zahoranszki Brigitta: Kovács Géza szobrászművész kiállítása, RTV1, Magyar adás, 2009. április 6., Bukarest (Románia)
- Tasi Csaba, Romina Silaghi: Kovács Géza szobrászművész kiállítása, Tv Nord-Vest, 2009. április 2., Szatmárnémeti
- Bittner Mátyás, Fábián Ferenc: Kovács Géza szobrászművész kiállítása az Evangélikus Gyűjteményben, Bonyhád Tv, Híradó, 2009. március 12., Bonyhád
- Takács Olga, Kovács Tibor: Tárgykollázsok, Duna TV, Kikötő adása, 2009. február 12., Budapest
- Sorok Péter: Kovács Géza szobrászművész kiállítása a Gaál Imre Galériában, TV 20, 2009. február 11., Budapest
- Markó Gábor: Kovács Géza erdélyi szobrászművész egyéni kisplasztikai kiállítása, Decsi Tv, 2009. február 5., Decs

2008
- Paál Roxana, Szabó Loránt: Kovács Géza szobrászművész kiállítása a Művelődési Házban, Dombóvár Tv, 2008. december 5., Dombóvár
- Fábián Kitti, Sinyi Zsolt: Kovács Géza kiállítása nyílt, Másik Tv, Internetes Televízió, Kultúra, 2008. december 5., Dombóvár
- Schaffhauser Ildikó, Cristian Dudu: Kiállítás Potzneusiedlben, RTV 2, Német adás, 2008. november 25., Bukarest (RO)
- Fekete Zsuzsanna, Csernáczki Csaba, Pap Szilveszter: Életre kelt anyag, Maros Tv, 2008. szeptember 25., Marosvásárhely
- Simon Emőke, Ravasz Dániel: Kovács Géza a Kultúrpalotában, Erdélyi Televízió, 2008. szeptember 24., Marosvásárhely
- Veress Elza Emőke: Kovács Géza kiállítása a Kultúrpalotában, 2008. szeptember 23., Marosvásárhely
- Marátz István, Horváth Attila: Kovács Géza kiállítása, Ajka TV, 2008. április 21., Ajka
- Szabó Lilla, Domonkos Lajos: Sepsiszentgyörgyi Képzőművészek Kiállítása, Kecskeméti TV, Hírős Hírek, 2008. február 22., Kecskemét

2007
- Marius Curucli: Kovács Géza az Alfa Galériában, Tv Bacău, Kulturális Hírek, 2007. november 19.,Bákó (Románia)
- Miruna Moraru: Kovács Géza szobrászművész kiállítása a Magyar Kulturális Intézetben, TVR Cultural, Kulturális Napló, 2007. október 8., Bukarest (Románia)
- Vizi Krisztián: Kovács Géza szobrászművész kiállításának a megnyitója a Magyar Kulturális Intézetben, 2007. október 8., Bukarest (Románia)
- Gerhart Kafunek: Feszültségek kőben és fémben, Kovács Géza és Verdianu Dumitru, Time Galéria, 2007. szeptember 25., Bécs (Ausztria)
- Essig József: Kovács Géza kiállítása a Barabás Miklós Galériában, TVR2,Kolozsvári Stúdió, 2007. szeptember 4., Kolozsvár
- Kolumbán Hanna, Sántha I. Géza: Pro Cultura Hungarica-díj Kovács Gézának, 2007. március 27., Sepsiszentgyörgy
- Mosoni Emőke, Bálint Ferenc: Kovács Géza a Brassó-i Művészeti Múzeumban, RTV1, Magyar adás, 2007. március 12, Bukarest (Románia)
- Bálint Ferenc: Kovács Géza szobrászati kiállítása a Művészeti Múzeumban, TVS, Magyar adás, 2007. március 10., Brassó (Románia)
- Ovidiu Grădinar: Kovács Géza kiállítása a Művészeti Múzeumban TVS, 2007. március 8., Brassó (Románia)

2006
- Liviu Adrian Sandu: A művészet mint az élet, 2006, Galac (Románia)
- Petrovits Győző, Petrovits Hajnal: Kovács Géza Sepsiszentgyörgyön, Duna TV, Kikötő adása, 2006. november 28.,Budapest
- Veress Elza Emőke: Az 1956-os forradalomra emlékezik Szászrégen, TVR2, Kolozsvári Stúdió, Erdélyi Periszkóp adása, 2006. október 23.,Kolozsvár
- Musát Gyula:Kovács Géza a Gyárfás Jenő Képtárban, 2006, Sepsiszentgyörgy
- Eugenia Notărescu: Az én városom, TV Galac, 2006. május 10., Galac (Románia)

2005
- Viorica Tomov: Kovács Géza kiállítása az Artis Galériában, 2005. március 1., Bukarest (Románia)

2004
- Pilló Ákos: Nemzetközi Képző- és Iparművészeti kiállítás, Tokaji Galéria, 2004. szeptember 11.- október 11., Tokaj
- Essig József: Kovács Géza a Reményik Galériában, 2004, Kolozsvár
- Veress Elza Emőke: Kovács Géza kiállítása a Bernády Házban, 2004, Marosvásárhely
- Veress Elza Emőke: Kovács Géza kiállítása Nyárádszeredában, 2004, Nyárádszereda
- Musát Gyula: Kovács Géza sepsiszentgyörgyi szobrászművész, 2004., Sepsiszentgyörgy

2003
- Csúcs Péter: Kovács Géza kiállítása a Kriterion Házban, 2003, Csikszereda
- Musát Gyula: Kovács Géza kiállítása a Reménység Házban, 2003, Brassó

2001
- Takács Ferdinánd, Szolcsányi Éva, Berke József: 10 éves Nemzetközi Szabad Művészet Alkotótábor, 2001,Cserszegtomaj

2000
- Petrovits Győző: Kovács Géza szobrász, 2000, Sepsiszentgyörgy
- Haris László, Hosszú Ildikó: Kovács Géza kiállítása Nagyatádon, 2000, Nagyatádi VTV
- Haris László, Hosszú Ildikó: Kovács Géza kiállítás megnyitó, 2000, Nagyatádi VTV
- Haris László, Hosszú Ildikó: Millenniumi szobrász tábor Nagyatádon, 2000, Nagyatádi VTV

1997
- Magyar András: Kovács Géza kiállítása a Móra Ferenc Múzeum Képtárában, 1997, Szeged

1996
- Simon Norbert: Kovács Géza ünnepi tárlata, 1996. március 14., Medgyesegyháza

1995
- Jámbor István: Kovács Géza kiállítása az Alvégesiben, 1995, Nyíregyháza
- Fábián Béla: Ünnepi tárlat a Csengeri Múzeumban, 1995. március 15., Csenger

1994
- Békés Sándor: Kovács Géza az Ifjúsági Házban, MTV Pécsi Körzeti Stúdiója, 1994. március 18.,Pécs
- Wenzon Gusztáv: Kovács Géza a Hidegkúti Galériában, 1994. január 15., Budapest
- Szilágyi Réka: Kovács Géza kiállítása a Hidegkúti Galériában, Duna Tv, Híradó, 1994. január 14.,Budapest

1993
- Erdély Előd: Kovács Géza kiállítása a Hááz Rezső Múzeumban, UTV, 1993, Székelyudvarhely
- Kolumbán Huba: Kiállítás a Gyárfás Házban, 1993, Sepsiszentgyörgy

## Külső hivatkozások
- Hivatalos weboldal
- www.mkk.ro/ művészek,
- www.artportal.hu/ Kovács Géza (1958)
- Gyászjelentő